# Постельное бельё

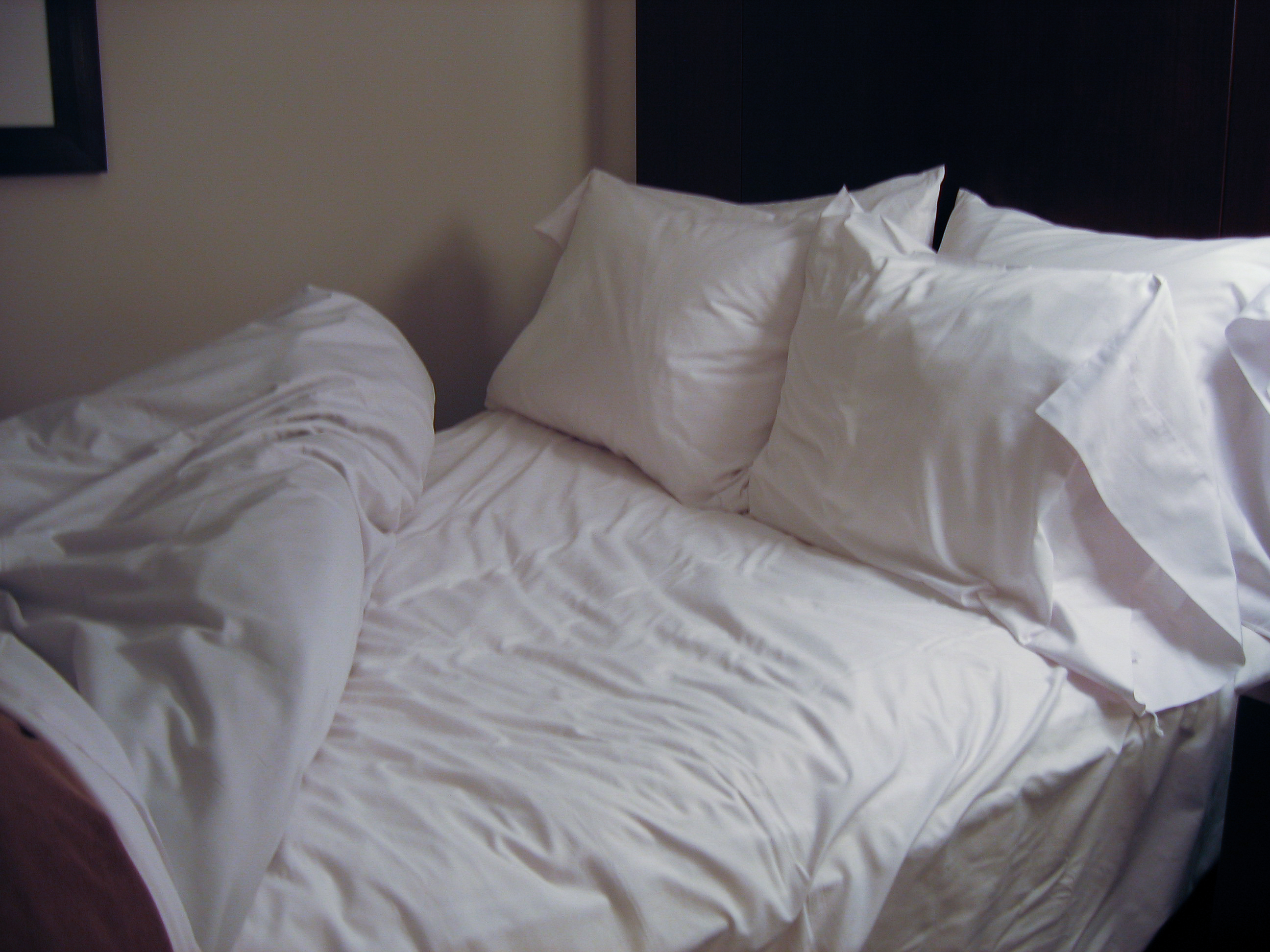
Комплект постельного белья: простыня, пододеяльник и наволочки

Постельное бельё — изделия из ткани, используемые для обустройства постели. Понятие «постельное бельё» подразумевает единый комплект тканых изделий — обычно это пододеяльник, простыня, наволочка. Один стандартный комплект, как правило, включает один пододеяльник, одну простыню и две наволочки. Всё бельё подразделяется на несколько категорий, в зависимости от величины матраса, подушек и одеяла, и бывает односпальным, полуторным и двуспальным.

## История
Первые сведения о постельном белье были найдены в рукописях древнеримских историков. Римская империя, которая известна своим вниманием к роскоши, изяществу и красоте, не могла оставить без всего этого свои ложа. Стало известно, что в 4 веке до н. э. римляне использовали матрацы, которые набивали заячьей шерстью, застилали их шёлковыми простынями на каждый день, а для любовных утех использовали вышитые цветами льняные простыни.
Во II веке до н. э. в Древней Руси уже было известно прядение, ткачество, шитьё, делали и постельное бельё, девочки начинали прясть с раннего детства. Одеяла из плотного льна, матрасы грубых «самотканых» полотен из конопли и других растительных волокон. Постель набивалась мхом, сеном из подходящих луговых трав (осокой, рогозом), соломой, шерстью преимущественно овечьей, пухом и пером птицы, вручную простёгивалась. В постельных принадлежностях присутствовали выделанные шкуры животных. Известны древние находки в курганах на территории России фрагментов постельного белья изо льна: сшитые в полотнища узкие тканые полосы, имеющие орнаментальные швы, в местах соединения.
К сожалению, больше до XV столетия в истории нет ни одного упоминания о постельном белье. Только в эпоху Возрождения в Европе, в знатных домах стали застилать кровати белоснежными простынями с пëстрыми вышивками с разнообразными сюжетными линиями.
В Италии в эпоху Ренессанса стали популярны чисто белые спальные принадлежности, а также белые полотенца, скатерти, салфетки. Спальное бельё было невероятной роскошью, поэтому доступно только знатным семьям, владельцам дворцов, аристократии.
В XVI веке на простынях и наволочках стали вышивать имя владельца. Постельное белье шили к важным событиям, стали вышивать даты праздников. Такие простыни были очень ценными, так как шились целыми.
В XVII веке Голландия диктовала моду на шелковое и льняное бельё. Саксония опередила её в XVIII веке. В эти времена постель стелили не так, как в наше время. Волосяные матрацы застилали несколькими простынями разной плотности. Так как пододеяльники появились только в XX веке, одеяла так же застилали простынями.
Среднему классу постельные принадлежности стали доступны только в XVIII веке. Домашний текстиль все так же оставался белоснежным, но уже с кружевами. Мастерицы монастырей шили невероятной красоты кружевное бельё для богатых домов. Даже Пётр Великий вызвал фламандских монахинь, что бы те обучили русских сироток своему искусству. В Орловской губернии стали шить невероятные кружевные батистовые и кисейные пологи, которые отправляли в Турцию и Англию.
В XIX столетии моду на вышивку сменяют узоры гладью, особенно преуспевает в этом Швейцария. В России в это время начинают шить бельё, скатерти и салфетки из льна, которые даже в наше время не теряют своей популярности.
В XX веке простыни, полотенца, скатерти и салфетки начинают украшать по краям букетами цветов. Постельное бельё перестает быть роскошью и теперь оно доступно многим домам. За чистотой и гигиеной начинают следить как никогда раньше и у каждой хозяйки должно было быть постельных принадлежностей в избытке. Теперь стали уделять внимание покрывалам на постель и украшения в виде вышивок перенеслись на постельные накидки. Их украшали гербами домов, а в каждом знатном доме были свои мастерицы, которые занимались лишь искусством пошива и вышивки текстильных принадлежностей.
Сегодня постельное белье можно приобрести как односпальное, так и в комплектах для всей семьи. Производители выпускают гипоаллергенные цвета и ткани, такие как биоматин, с учетом комфорта покупателей. Постельное белье уже связано не только со сном, но и с настроением.

## Виды постельного белья

### По размеру
По размеру бельё подразделяется на несколько видов. В зависимости от комплектации и назначения и исходя из величины матраца, одеяла и подушек бывает:
- односпальным;
- полуторным;
- двуспальным;
- евро;
- макси;
- семейные (дуэт);
- детские;
- подростковые.

Комплекты постельного белья различаются в зависимости от страны-производителя. Стандартный комплект пододеяльника состоит из пододеяльника, простыни и двух наволочек.
Односпальное бельё пользовалось популярностью в XX веке, когда остро стояла проблема жилищной площади (после революции и Великой Отечественной войны) и предпочтение отдавалось малогабаритному жилью (из-за дефицита такового вообще) и малогабаритной мебели. Сегодня односпальное бельё практически не продается, но широко распространены виды постельного белья полуторного, двуспального, а также семейного типов и двуспальное бельё европейского стандарта. Для детских постелей производится особое бельё детских размеров.
Размеры полуторного комплекта
- пододеяльник — 150х210 см, 150х215 см, 160х220 см;
- простыня — 160х210 см, 150х215 см, 180х260 см;
- наволочки — 70х70 см, 60х60 см, 50х70 см.

Размеры двуспального комплекта
- пододеяльник — 180х210 см, 180х215 см, 205х225 см;
- простыня — 175х210 см, 175х215 см, 210х230 см, 220х215 см, 240х260 см;
- наволочки — 70х70 см, 60х60 см, 50х70 см.

Размеры комплекта двуспального европейского стандарта:
- пододеяльник — 200х220 см;
- простыня — 240х260 см;
- наволочки — 70х70 см, 50х70 см.

 Размеры комплекта king-size стандарта: 
- пододеяльник — 220х240 см;
- простыня — 280х290 см, 280х300 см, 290х300 см;
- наволочки — 70х70 см, 50х70 см.

Размеры семейного комплекта (дуэт):
- пододеяльники (2 шт.) — 150х210 см;
- простыня — 240х280 см;
- наволочки — 70х70 см, 50х70 см.

Размеры комплекта детского белья:
Комплекты для новорожденных и детей до 3 лет согласно ГОСТ 31307-2005:
- пододеяльник — 120х125 см, 112х147 см, 125х147 см;
- простыня — 100х117 см, 100х138 см, 100х159 см;
- наволочка — 40х40 см, 35х45 см, 40х60 см, 60х60 см, 50х70 см.

Размеры подросткового комплекта:
Согласно ГОСТ 31307-2005:
- пододеяльник — 122х178 см;
- простыня — 100х180 см;
- наволочка — 40х40 см, 35х45 см, 40х60 см, 60х60 см, 50х70 см.

### По плотности ткани
Плотность плетения волокон — показатель определяет количество нитей, которые были использованы при изготовлении одного квадратного сантиметра материала. От плотности плетения зависит износостойкость и долговечность готового изделия.
По плотности ткани (плетение нитей) постельное бельё из хлопка или льна делится на несколько видов. Плотность переплетения (количество нитей на квадратный сантиметр), как правило, обязательно указывается на комплектах высококачественного белья, исходя из чего бельё бывает:
- очень высокой плотности плетения (130—280 нитей/см²);
- высокой плотности плетения (85-120 нитей/см²);
- плотности плетения выше среднего (65-80 нитей/см²);
- средней плотности плетения (50-65 нитей/см²);
- плотности плетения ниже среднего (35-40 нитей/см²);
- низкой плотности плетения (20-30 нитей/см²).

Низкой плотностью обладает батистовое бельё; плотностью ниже среднего и средней — бельё из льна и хлопка; плотностью выше среднего — бельё, произведённое на основе турецкого шёлка, искусственных тканей; высокой плотностью отличается бельё из перкаля.
Так как китайский шёлк занимает на рынке до 80 %, то измерение плотности ткани принято во всем мире или в граммах на один квадратный метр или в момми — количество нитей на один миллиметр. Например, плотность шелковой ткани для постельного белья должна быть не менее 16 момми (16 нитей на миллиметр). Чем выше плотность шёлка, тем дольше прослужит постельное бельё.

##### Различают несколько видов плотности ткани
1. Абсолютная. Ее измеряют, подсчитывая количество нитей в 1 см2 с помощью специальной мощной лупы на разных участках полотна ткани. Но этот показатель не дает полное представление о свойствах материала, а только о том, как близко расположены нити друг к другу.
2. Линейная. Относится к мировым критериям и исчисляется количеством нитей в 1 дюйме (2,54 см). Называется Thread counts и измеряется в TC . Например, при количестве 300 нитей линейная плотность будет равняться 118 ТС.
3. Поверхностная. Определяется по весу и измеряется в г/м2. Этот показатель вполне высчитать самостоятельно каждый путем взвешивания куска ткани и расчета его площади.

### Особенности постельного белья
- Пододеяльники оснащены вырезами для заправки одеял по длине или ширине. Вырезы бывают открытыми, закрытыми (на молнии, пуговицах, заклепках, лентах). Некоторые модели могут заменить пледы и покрывала.
- Простыни бывают стандартными и  натяжными (на резинке). Классические варианты представлены прямоугольным или квадратным полотном с тщательно обработанными срезами. Они застилаются на кровать, а часть полотна свободно свисает по периметру либо заправляется под матрас. Натяжные простыни выбираются по размеру матраса. По периметру изделия прошита резинка для надежной фиксации простыни с изнаночной стороны матраса.
- Наволочки бывают прямоугольными и квадратными. Вырезы для заправки подушки бывают открытыми и закрытыми, как и в случае с пододеяльниками.

## Ткани для постельного белья
Традиционно тканями для пошива постельного белья являются хлопок, лён и шёлк.
Лён — это наиболее древний материал, отличающийся хорошей теплопроводностью и гидрофильностью, необычайно высокой прочностью и устойчивостью к растяжению. Льняные ткани имеют гладкую поверхность и поэтому мало подвержены загрязнению, легко стираются. Все эти качества, естественно, отличают и льняное бельё. Родиной льна является Египет. Уже за 2000 лет до нашей эры там производили из льна различные ткани — от грубых, плотных до тончайших, полупрозрачных. Толщина льняной нити в них могла быть такой, что 240 метров её весили всего 1 грамм. Конечно, в качестве ткани для постельного белья лён не был использован сразу же. К примеру, знаменитый даже за пределами Египта виссон (роскошная ткань из льна особого сорта) использовали для изготовления набедренных юбочек для фараонов. В период расцвета древнегреческой культуры льняные ткани также не утратили своей популярности и были довольно широко распространены. Ткани из льна пользовались спросом и в Ассирии, и в Древнем Риме, и в Византии. В Западной Европе наибольшее распространение льняные ткани приобрели в средние века и в эпоху Возрождения, когда и началось возникновение постельного белья. Скифы, населявшие южные регионы современной России, наряду с мехом, кожей и войлоком, также ценили ткани из льна. В XIX веке льняные ткани стали настолько распространёнными в России, что в судебные уложения была включена особая статья о наказании за кражу льна и льняной ткани или льняных изделий. Начиная с XVI—XVII веков, льноводство, можно считать, стало национальной гордостью России.
Льняной батист
Батист из натурального льна — прочный материал с полупрозрачной структурой, произведенный из скрученных льняных волокон, переплетенных между собой. Отличается гипоаллергенностью и гигроскопичностью, подходит для пошива элитных комплектов. В отличие от батиста из хлопка, льняное полотно получается грубым и плотным.
Чтобы обеспечить высокую прочность плетения, льняные волокна обрабатываются водно-щелочным раствором. Это обеспечивает полотну повышенную износостойкость и шелковистость поверхности. Сложности с глажкой решает качественный утюг с отпаривателем и гладильная доска с подогревом поверхности.
Чистый лён
Экологичный материал из льняных волокон, который отличается прочностью, гигроскопичностью, воздухо- и теплопроводностью. Бельë из льняной ткани хорошо согревает в зимний период и освежает летом. При частой стирке льняные изделия не теряют прочности, стойкости, не дают усадки.
На первый взгляд изделия изо льна кажутся грубоватыми и жесткими на ощупь, но при этом обеспечивают комфортный ночной отдых. Не стоит беспокоиться о чрезмерной жесткости, ведь в процессе эксплуатации лен приобретает необходимую мягкость. Натуральные цвета льна — серый, светло-коричневый и слоновая кость.
Хлопок также известен с давних времён. Ещё Геродот, живший в V веке до нашей эры, писал, что жителям Индии известно растение, которое вместо плодов даёт «шерсть» белее и мягче овечьей. В Древнем Египте и в Древней Греции хлопковые ткани начали распространяться лишь в более поздний период, а в Западной Европе они приобрели популярность в быту впервые только в XV веке, когда и началось «шествие» постельного белья по Европе. Это были в основном итальянские ткани типа саржи и бязи, а также тонкие, отдалённо напоминающие батист и муслин. Однако особым спросом пользовались восточные хлопковые ткани, что объяснялось высоким уровнем развития текстильного производства на всём Арабском Востоке. Некоторые существующие и ныне наименования тканей возникли от названий крупных средневековых текстильных центров Востока — к примеру, «муслин» произошёл от города Моссул, «дама» — от города Дамаск. Хлопчатобумажное бельё достаточно прочно (как правило, говорят о прочности волокна на разрыв и истирание) и износостойко, обладает хорошими гигиеническими свойствами.
Бязь
Популярный тип хлопковой ткани, который используется для изготовления домашних текстильных принадлежностей. Благодаря плотному плетению нитей бязь получается грубой на ощупь. Имеет ровную и блестящую поверхность. Подходит для пошива взрослых комплектов.
Она неприхотлива в уходе, выдерживает многократные стирки в машинке-автомате. Бельë из хлопковой бязи не мнется и не теряет яркости цвета даже после длительного использования.
Сатин
Изготавливается из хлопковых волокон с особым плетением. Благодаря этому сатин приобретает привлекательный глянцевый блеск и шелковистую поверхность. Изнанка материала имеет некоторую шероховатость. Плотное плетение нитей предотвращает выгорание цвета, деформацию и усадку материала при частых стирках.
Комплекты из сатина выдерживают до 300 стирок в стиральной машине.
Ситец
Легкая и дешевая хлопковая ткань, используемая для пошива белья. Особое плетение нитей обеспечивает дополнительную рыхлость материалу, поэтому он получается воздухопроницаемым и приятным на ощупь.
Большое значение имеет способ декоративной отделки, благодаря которой изделия становятся мягкими, плотными, жëсткими, матовыми или глянцевыми. Изделия из ситца подходят для ежедневного использования.
Хлопковый батист
Изготовлен из хлопкового сырья, имеет тонкую и прозрачную структуру. Отличается гипоаллергенностью, экологичностью и быстрым поглощением влаги. Такой материал используется для пошива дорогостоящих комплектов с кружевной декоративной отстрочкой и вышивкой. Единственный недостаток — быстрая изнашиваемость через 60-80 стирок.
Поплин
Еще один распространённый тип хлопковой ткани, из которой шьются комплекты для повседневного использования. Отличительная черта поплина заключается в том, что при плетении полотна применяются два типа нитей — продольные и утка.
Они образуют особый узор, благодаря которому поплин получается плотным и набивным. Визуально он схож с хлопковой бязью. Поплин отличается повышенной плотностью, мягкостью и лёгким блеском.
Перкаль
Износостойкая ткань высокой плотности, для изготовления которой используется длинноволокнистый хлопок. Хлопковые нити покрывают защитным клейким составом, который придает полотну прочность и гладкость.
Бельë из перкаля отличается износостойкостью, мягкостью, долговечностью и бархатистостью поверхности. Материал воздухопроницаем и гипоаллергенен. Он хорошо удерживает тепло, неприхотлив в уходе.
Трикотаж
Трикотажное полотно получается путём специальной вязки нитей, соединенных между собой петлями, продетыми друг в друга. Оно изготавливается из 100 % хлопка, который обеспечивает мягкость, прочность и износостойкость.
Трикотажные изделия отличаются эластичностью и растяжимостью, они не дают усадку при стирке и сушке. Особая вязаная структура материала гигроскопична и устойчива к слеживанию.
Шёлк (натуральный) является продуктом жизнедеятельности шелковичного червя. Исторически шёлк не сразу стал использоваться для изготовления постельного белья: шёлковые ткани известны в Древнем Египте и в Древней Греции довольно поздно, а в Древнем Риме — с I века нашей эры. В IV веке в Византии изготавливали известные всему миру плотные шёлковые ткани, покрытые тканым или вышитым узором, в частности «золотные» ткани — золотоузорчатая парча, и золоченный алтабас. В Западной Европе шёлк, появившийся не раньше VIII века, был предметом роскоши. Шёлковые ткани были привозными и стоили баснословно дорого, поэтому пока не шли на производство белья, но ассортимент их был достаточно велик: наряду с более мягкими тканями типа дама, тафты, камки, фуляра, крепа, камлота широко использовали тяжёлую парчу, а с XVI века — и бархат. В Россию шёлковые ткани парчового типа и мягкие шëлка начали экспортировать уже в X—XIII веках. Позднее приобрели распространение бархат (в том числе рытый и золотный), блестящие глянцевые атласы (узорные и золотные), а также мягкая объярь.
В наше время самым гипоаллергенным, антибактериальным и термостатичным считается постельное бельё из шёлка. Шёлковое бельё обладает высокой упругостью в сочетании с гладкостью, роскошью и хорошими гигиеническими свойствами. Атласное или сатиновое плетение шëлка придает блеск и красоту, и трёхгранная шёлковая нить усиливает перелива цвета. Например: зелёный шёлк при разном освещении (дневном, солнечном, вечернем, электрическом) дает оттенки серебра, золота, игру цвета от бледно до тёмно-зелёного.
Шëлковые ткани, используемые в постельном бельё:
Однотонные — окрашенные от белого до чёрного цвета.
Жаккардовые однотонные — переплетение нитей одного цвета создает рисунок на ткани.
Цветные (традиционное окрашивание), когда каждый цвет наносится последовательно один за другим по лекалам.
Ручное окрашивание — на однотонно окрашенную ткань художник вручную наносит рисунок.
Жаккардовая ткань цветными нитями — заранее окрашенные нити при ткачестве создают узор с помощью компьютерной программы (очень похоже на парчу).
Атлас
Атлас из шëлковых волокон — популярный материал для пошива постельных принадлежностей. Он имеет мягкую глянцевую поверхность, устойчивую к загрязнениям. Бельë из атласа выдерживает частые стирки, при этом не усаживается и не теряет эстетических свойств.
Все это возможно благодаря особому плетению шëлковых нитей, обеспечивающих прочность и износостойкость полотна. К тому же плотность плетения в атласе выше, чем в натуральном шëлке, поэтому атласное бельë прослужит гораздо дольше.
Натуральный шëлк
Дорогостоящий материал, из которого шьются элитные наборы текстиля. Изделия отличаются прочностью, упругостью, привлекательной глянцевой поверхностью. Бельë из шёлка гипоаллергенно и безопасно. При должном уходе может прослужить долгие годы.
Синтетические материалы
Ткани, для изготовления которых используются искусственные волокна, полученные из нефтепродуктов. Износостойкое и долговечное плетение нитей делает их универсальными.
Искусственный шëлк
По качеству и внешним данным искусственный шëлк не уступает натуральному, но имеет широкую цветовую гамму и невысокую стоимость. Искусственный шëлк производится с использованием натуральных и синтетических волокон — хлопка, вискозы, ацетата и полиэстера. Такие изделия лучше использовать жарким летом благодаря низкой теплопроводности. Допускается ручная или машинная стирка белья в деликатном режиме.
Микрофибра
Отличается повышенной износостойкостью, гигроскопичностью и долговечностью. Постельные принадлежности из микрофибры быстро высыхают, обладают освежающим эффектом, сохраняют привлекательный внешний вид на длительное время. Микрофибра выдерживает многократные стирки, не растягивается, не теряет яркость цвета.
Очень распространены сегодня смесовые ткани — смешение шëлковых нитей с хлопковыми, бамбуковыми, искусственными нитями. Например, в основании — шëлк, а в утке более дешёвые нити, чтобы постельное бельё было менее дорогим.

Следует заметить, что если комплект постельного белья состоит из смешанных тканей (верх пододеяльника — шёлк, а низ — хлопок), то в шёлковая ткань не 100 % натуральная. Режим стирки натурального шёлка кардинально отличается от других тканей.
Поликоттон
Для изготовления поликоттона используются натуральные хлопковые волокна и полиэстерные нити. Процентное содержание синтетических и натуральных волокон варьируется в зависимости от плотности плетения, в среднем составляет от 6 до 37 %.
Синтетические волокна обеспечивают изделиям прочность, износостойкость и практичность. Изделия из поликоттона не мнутся, мало загрязняются, выдерживают многократные стирки и быстро высыхают. При частом использовании такие изделия не деформируются, не выгорают.
Жаккард
Для производства жаккарда применяются натуральные волокна хлопка и вискозы. Дорогостоящие комплекты шьются из смесей шёлковых и хлопковых волокон. Жаккард представляет собой декоративную ткань с орнаментом или рисунком, который создаётся благодаря особому плетению нитей.
Толщина нитей определяет прочность готового изделия. Такие изделия отличается износостойкостью и практичностью. Они способны выдерживать многократные стирки с использованием различных ухаживающих средств.
Модал
Экологически чистый материал, полученный из вискозного прядильного волокна. В качестве сырья применяется целлюлоза эвкалипта, которая обеспечивает повышенную прочность и долговечность. Постельные комплекты из модала отличаются гигроскопичностью, практичностью и экологичностью. Они выдерживают частые стирки в холодной и горячей воде, после высыхания остаются мягким на ощупь.

## Стандарты разных стран
Как свидетельствует история, в разных странах мира бельё имеет свои внешние отличительные особенности. Так, наволочки могут быть на пуговицах, на молнии или иметь клапан-запах. Пододеяльники изготавливаются в виде конверта или кармана (с запахом по короткой стороне), быть сплошными (на молнии или на пуговицах), прорезными (с отверстием посередине). Простыня в комплектах постельного белья также отличается многовариантностью — она может быть обычной или с резинкой по периметру. Кроме того, по своей величине бельё также отличается разнообразием. В Европе, к примеру, существует собственная градация комплектов постельного белья. Там чаще всего пользуются следующими обозначениями:
- «king-size» (бельё для очень большой, так называемой «трёхспальной» кровати);
- «2-bed» (бельё для двуспальной кровати);
- «1,5-bed» (бельё для полуторной кровати);
- «1-bed» (бельё для односпальной кровати);
- «children» (бельё до 125 см в длину для кроватки на одного ребёнка).

Бывает, что некоторые иностранные производители маркируют комплекты белья и другим образом:
- «single» (односпальное бельё);
- «extra long single» (полуторное бельё);
- «full» (двуспальное бельё);
- «king size» (бельё увеличенных размеров).

В зависимости от страны-изготовителя различаются и стандартные размеры белья (обычно, на 10-15 см) и форма наволочек.